# Maison de Saint-Vincent
La maison de Saint-Vincent  est une maison à pans de bois située dans la commune française de Vannes dans le Morbihan en Bretagne.

## Localisation
La maison de Saint-Vincent est située au no 17 de la place Valencia, dans l'intra-muros de Vannes, à proximité immédiate de l'hôtel Saint-Georges, du Château-Gaillard et de la maison de Vannes et sa femme.

## Historique
Le bâtiment est construit en 1574.
La façade de la maison fait l'objet d'une inscription au titre des monuments historiques depuis le 25 janvier 1929.

## Architecture

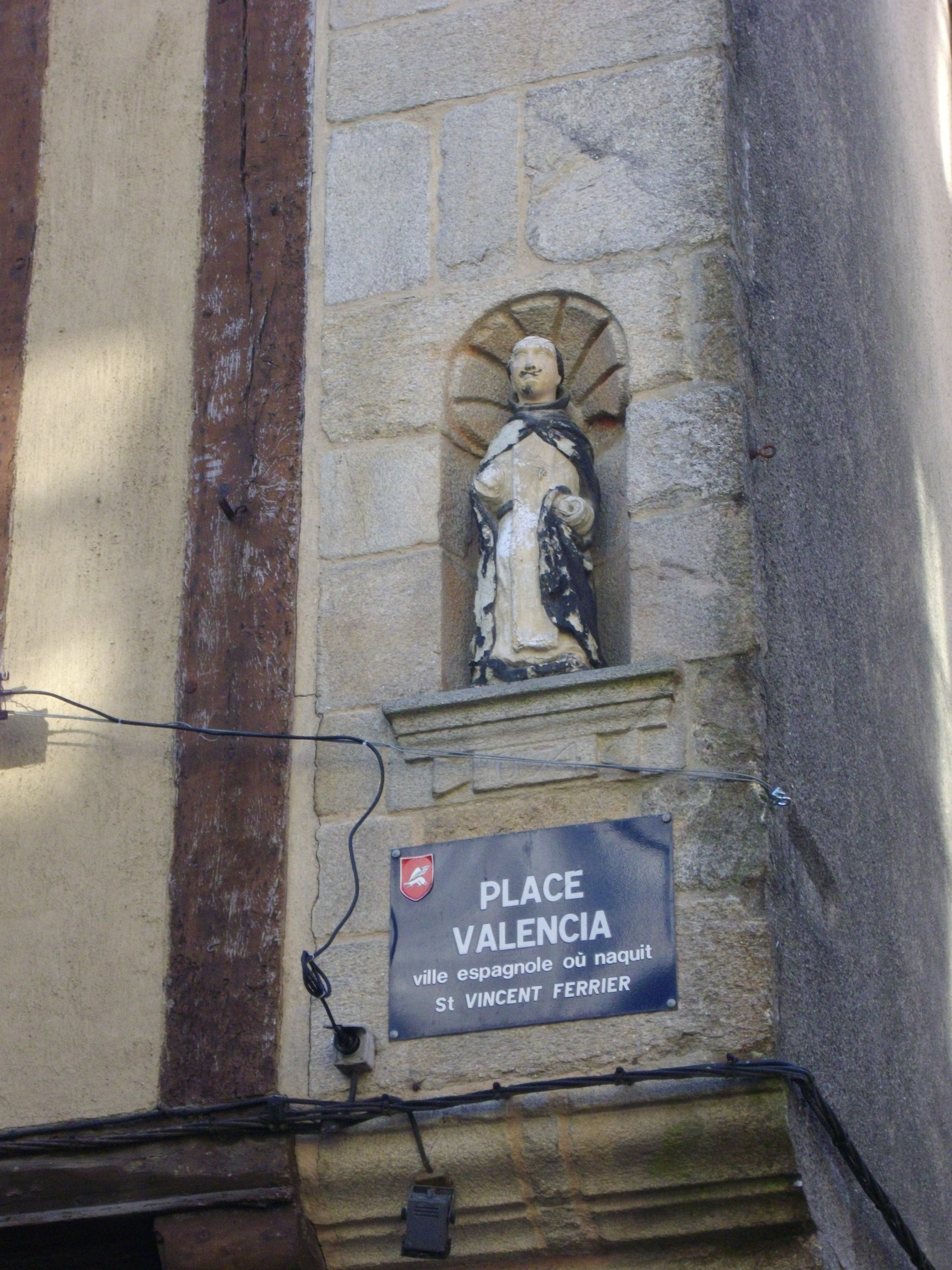
Statue de saint Vincent Ferrier sur la façade.

La maison est bâtie sur trois niveaux (rez-de-chaussée et deux étages) en léger encorbellement. Une grande poutre moulurée, sculptée de têtes d'homme et de femme et portant la date de 1574, soutient le premier étage.
Si le rez-de-chaussée est en granite mouluré, la façade des étages est en pans de bois apparents, encadrés de pierres sculptées sur les murs latéraux. Au niveau du premier étage, une niche creusée dans la pierre, portant également la date de 1574, accueille la statue de saint Vincent Ferrier.